# フレーベル少年合唱団
フレーベル少年合唱団（フレーベルしょうねんがっしょうだん）は、児童書や絵本などの出版で知られる株式会社フレーベル館の社会還元事業として運営されている児童合唱団。英文表記は、Froebel Boy's Chorusと書かれる。
在団資格は毎週の練習に通団可能な地域に居住する変声前の男子で、2005年10月現在、中学生4名、小学生53名、未就学児24名の計81名を数え在京の児童合唱団にはめずらしく漸増している。活動内容は中小規模のコンサートやアトラクション、コマーシャルを含めたテレビへの出演が中心。活動の報告会として年1回の定期演奏会を開催する。まとまった形でのCD制作は無いが、運営会社の出版する保育絵本の付録CDや、同社が版権を持つアンパンマンの映画挿入歌などの吹き込みを担当している。本拠地は東京都文京区本駒込。

## 沿革
1959年7月、東京都千代田区神田小川町のフレーベル館旧本社ビルにて合唱団結成。当時在任の社長が早朝、東ドイツの少年合唱団の歌声を寝床のラジオで聞いたことがことの起こりだったと言われている。初代指導者にはろばの会の磯部俶（ボニージャックスの名付け親としても有名）が就任し、同年12月アナログレコードの吹き込みを開始。翌年3月NHKテレビ出演。結成2年後の1961年から演奏会に出演しはじめ、児童合唱ブームの追い風にのり以後多くのテレビ番組や演奏会で歌声を聞かせた。山本健二などが指導者であった時期もある。
しかし、1981年に磯部が指導陣から身を引くと、時期を同じくして児童合唱ブームが大きく後退。合唱団が都心の過疎地域に練習場を置いていたことなど内外の様々な要因が悪影響を及ぼし団員数は激減、一時存亡の機にさらされた。本社ビルと練習場が比較的児童数の潤沢な地域を後背地にかかえる現在地に移転した後、一時中断していた未就学児の募集を再開すると団員数は漸増。現在の規模に達した。
レパートリーは絵本出版社の事業らしく幼児向けの童謡から児童合唱曲、その一方で大人向け合唱曲のスタンダードや歌謡曲を含むポピュラーナンバーまでと、広範に及ぶ。発声は指導者の交替とともに完全な頭声発声からストレートな胸声まで様々に変化したが、演奏の際、手を後ろに組む独特の姿をトレードマークとして代々残していた。団歌「ぼくらの歌」の作詞はまど・みちお。作曲は磯部俶で、定期演奏会の開幕に歌われることが多い。1959年12月に制定された明るいステージ衣装は45年間も同じスタイルを維持していたため、児童服飾史の生きた見本として興味深かった。後援団体として1960年発足の父母の会と1973年に結成されたOB会がある。
首都圏でのブームの退潮にともなって少年のみの合唱団の数が減ると、同じ変声期前の男子のみで構成されるビクター少年合唱隊とフレーベル少年合唱団は「男の子の合唱団」として双璧をなし、ビクター少年合唱隊がソリストを前面に出して少女漫画のアルバムを録音すると、フレーベル少年合唱団でもテレビアニメ主題歌レコーディングに有能なソリストを輩出しサイン会やパレードを行うなど聴衆にとっては好ましい競合関係が生じた。以後、ビクター少年合唱隊が株式会社エフエム東京の事業傘下に移り、TOKYO FM少年合唱団となった現在も2つの合唱団は好敵手とされる。なお、TOKYO FM少年合唱団が一時「FBC」を正式な略称として営業活動を行っていたことから、フレーベル少年合唱団をFBCと略称する習慣はあまり一般的ではなく、ただ「フレーベル」と呼称することが慣行として行われている。
英文表記に関しては「Boy's」は違和感があるのではないかという意見があり、近年は「Froebel Boys' Chorus」または「Froebel-Boys-Choir」と表記されることもある。